# Йоахім Шрамм
Йоахім Шрамм (нім. Joachim Schramm; 3 червня 1916, Рула — 4 травня 1943, Атлантичний океан) — німецький офіцер-підводник, оберлейтенант-цур-зее крігсмаріне.

## Біографія
3 квітня 1936 року вступив на флот. З 1 березня 1943 року — командир підводного човна U-109, на якому здійснив 2 походи (разом 37 днів у морі). 4 травня 1943 року U-109 був виявлений за допомогою радара H2S британським протичовновим літаком B-24 «Ліберейтор», який патрулював північно-східніше Азорських островів, і потоплений глибинними бомбами. Всі 52 члени екіпажу загинули.

## Звання
- Кандидат в офіцери (3 квітня 1936)
- Морський кадет (10 вересня 1936)
- Фенріх-цур-зее (1 травня 1937)
- Оберфенріх-цур-зее (1 липня 1938)
- Лейтенант-цур-зее (1 жовтня 1938)
- Оберлейтенант-цур-зее (1 жовтня 1940)

## Нагороди
- Залізний хрест
  - 2-го класу (1940)
  - 1-го класу (1943)
- Нагрудний знак підводника (24 січня 1943)